# Skopje Jazz Festival
Het Skopje Jazz Festival is een jaarlijks terugkerend jazzfestival in Skopje. Het is een meerdaags evenement (in 2016 vier dagen) en wordt gehouden in de eerste helft van oktober. De eerste editie had plaats in 1982.
Op het festival spelen nationale en internationale musici in alle mogelijke genres in de jazz. Enkele namen van sterren die zijn langsgekomen: John McLaughlin, Ornette Coleman, Herbie Hancock, McCoy Tyner, Joe Zawinul, Dave Holland,  Charlie Haden, Chick Corea, Stanley Clarke, Art Ensemble of Chicago, Pat Metheny, Tito Puente, Anthony Braxton, Ray Charles, Cubanismo, D. D. Jackson, Sierra Maestra, Marshall Allen, Rabih Abou-Khalil, Gotan Project, Maria João, Toni Kitanovski, Al Di Meola, Youssou N'Dour en the Brazilian Girls.
Het Skopje Jazz Festival heeft ook een eigen platenlabel, waarop muziek van nieuw Macedonisch jazztalent uitkomt, SJF Records.
Het festival heeft ook een zuster-festival, OFFest, een wereldmuziek-festival, dat jaarlijks wordt gehouden in (eind) mei en (begin) juni.
Het festival is lid van het European jazz network.